# CYCLONE (VOW WOWのアルバム)
『CYCLONE』（サイクロン）は、VOW WOWの2枚目のオリジナル・アルバム。

## 概要
本作は、全編英語詞となっており、東京外国語大学卒の人見のポテンシャルが発揮されている。
2006年9月6日に東芝EMIより再発売した。
2011年4月20日には、Blu-spec CD仕様で再発売した。

## 収録曲
（全作詞（特記以外）：ジョナ・パシュビー、全作曲（特記以外）：山本恭司）
1. Premonition
  - インストゥルメンタル曲。
2. Hurricane
3. Hell Raisers Wanted
4. Love Walks
5. U.S.A.
  - 作詞：ジョナ・パシュビー、山本恭司
6. Need Your Love
  - 作詞：山本恭司
7. Eclipse
  - インストゥルメンタル曲。
8. Siren Song
9. Shake Your Body
  - 作詞：山本恭司
10. Rock Your Cradle
  - 作曲：厚見玲衣
11. You Know What I Mean
  - 作詞：人見元基